# OR7A17
OR7A17 (англ. Olfactory receptor family 7 subfamily A member 17) – білок, який кодується однойменним геном, розташованим у людей на короткому плечі 19-ї хромосоми. Довжина поліпептидного ланцюга білка становить 309 амінокислот, а молекулярна маса — 34 013.
| 10         |  | 20         |  | 30         |  | 40         |  | 50         |
| ---------- |  | ---------- |  | ---------- |  | ---------- |  | ---------- |
| MEPENDTGIS |  | EFVLLGLSEE |  | PELQPFLFGL |  | FLSMYLVTVL |  | GNLLIILATI |
| SDSHLHTPMY |  | FFLSNLSFAD |  | ICFISTTIPK |  | MLINIQTQSR |  | VITYAGCITQ |
| MCFFVLFGGL |  | DSLLLAVMAY |  | DRFVAICHPL |  | HYTVIMNPRL |  | CGLLVLASWM |
| IAALNSLSQS |  | LMVLWLSFCT |  | DLEIPHFFCE |  | LNQVIHLACS |  | DTFLNDMGMY |
| FAAGLLAGGP |  | LVGILCSYSK |  | IVSSIRAISS |  | AQGKYKAFST |  | CASHLSVVSL |
| FCCTGLGVYL |  | TSAATHNSHT |  | SATASVMYTV |  | ATPMLNPFIY |  | SLRNKDIKRA |
| LKMSFRGKQ  |  |            |  |            |  |            |  |            |

A: Аланін

C: Цистеїн

D: Аспарагінова кислота

E: Глутамінова кислота

F: Фенілаланін

G: Гліцин

H: Гістидин

I: Ізолейцин

K: Лізин

L: Лейцин

M: Метіонін

N: Аспарагін

P: Пролін

Q: Глутамін

R: Аргінін

S: Серин

T: Треонін

V: Валін

W: Триптофан

Кодований геном білок за функціями належить до рецепторів, g-білокспряжених рецепторів, білків внутрішньоклітинного сигналінгу. 
Локалізований у клітинній мембрані, мембрані.